# Théniet El Had
Théniet El Had (em árabe: ثنية الاحد) é uma comuna localizada na província de Tissemsilt, Argélia. Sua população estimada em 2008 era de 30 777 habitantes.